# Zamia oligodonta
Zamia oligodonta — вид голонасінних рослин класу Саговникоподібні (Cycadopsida).

## Поширення, екологія
Країни зростання: Колумбія; Панама. Росте в субандських (нижніх тропічних) гірських лісах.